# Festival de la isla de Wight de 1970
El Festival de la isla de Wight de 1970 fue la tercera edición del festival de música homónimo, celebrado entre el 26 y el 31 de agosto de 1970, en Afton Down, en la dependencia de la Corona británica en ultramar Isla de Wight. Significó el último festival celebrado anualmente, hasta su regreso en el 2002. Superando récords de asistencia, se suele afirmar que fue más grande y concurrido que Woodstock en 1969.
Se considera junto con los festivales de Woodstock, Avándaro y Monterey como uno de los festivales más importantes de la historia de la música. En el participaron artistas como Joni Mitchell, The Doors, Jethro Tull, Leonard Cohen y The Who, entre otros.